# 柳鴻
柳 鴻（リュ・ホン、朝鮮語: 류홍、1898年または1899年11月5日 - 1989年12月8日または12月9日）は、日本統治時代の朝鮮および大韓民国の実業家、政治家。第2・4・6代韓国国会議員。号は衣堂（ウィダン、의당）。ハングルでユ・ホン（유홍）という表記も見られる。
本貫は高興柳氏。元延世大学校医科大学学長・嶺南大学校総長でハンセン病学者の柳駿は弟、独立運動家の柳寛順も一族の親戚である。

## 経歴
忠清南道天安市広徳面大徳里出身。1919年のソウル中央中学校在学中に三・一運動に参加した。1924年に京城工業高等学校紡績科卒。金性洙が設立した京城紡績で都監督を10数年間務めた後、プンニム鉱工監事、三和興業理事、海東興業重役、朝鮮工業技術協会副会長、朝鮮鉱業協会会長、朝鮮繊維協会会長、チョンソン工業新聞社社長、高麗紡績理事などを歴任した。
解放後の1945年12月、信託統治に反対し大韓民国臨時政府の承認を要求する信託管理排撃大会の常務執行委員を務め、朝鮮青年連盟企画委員も務めた。1947年には大韓独立促成国民会に参加し、1950年の第2代総選挙で国会議員に初当選した。国民会総本部財政部長のほかに国会国民防衛軍事件調査委員・休戦政策特別委員を歴任した。民主党に入党した後、1957年8月に民主党永登浦乙地区党委員長に任命され、1958年5月の第4代総選挙で再選した。新民党創党準備委員を経て新民党成立後は1961年に同党の中央常務委員になったが、民主党旧派が離党した後は民政党を結成したため、1963年7月に民政党ソウル市党委員長に選出され、同年12月に民政党の比例代表として第6代総選挙で3選した。1964年には対日屈辱外交反対闘争委員会傘下のソウル市反対闘争委員会指導委員を務めた。民政党中央党組織局長を経て、1965年には民政党中央常務委員会委員長に選出され、同僚議員と共に韓日協定批准無効確認行政訴訟を提起した。柳は民政党内の対与党闘争を強く主張する強硬派として、民政党、自民党、民主党、国民の党などの当時の野党の団結運動で民政党の中核メンバーとして活躍した。1965年6月、民政党と民主党が統合し結成した民衆党の組織委員長に任命され、民衆党内の親新韓党系強硬派の派閥である明政会のメンバーとして活動したが、同年8月に離党した。その後は忠武公記念事業会常任理事、仁村記念事業会理事、韓国油脂工業協会会長、韓国統一促進会理事、安重根義士崇慕会理事、三和興業社長、ソウル通信工業代表取締役、国民同志会会長、柳寛順烈士記念事業会会長などを務めた。1989年12月9日、ソウル銅雀区鷺梁津の自宅で亡くなった。

## エピソード
1952年の第2代国会議員在任中、国会での発言中に数回、国務総理（当時は代理）を「総理大臣」と呼んだ。副議長の曺奉岩が「我が国に大臣がいない」と注意すると、柳は国務総理が欠員中であるため、「総理代身」と呼んだと強弁した。 